# Escaramujo

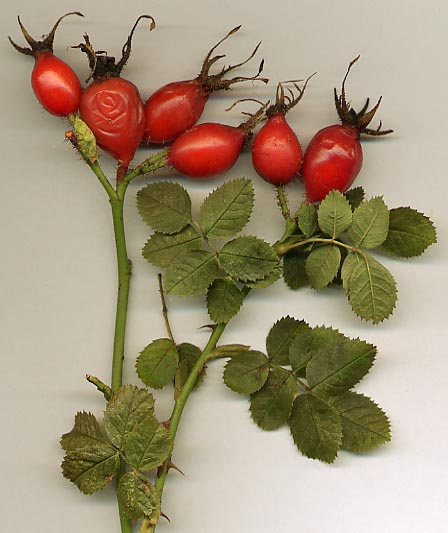
Escaramujos de rosa mosqueta (Rosa eglanteria), en rama.

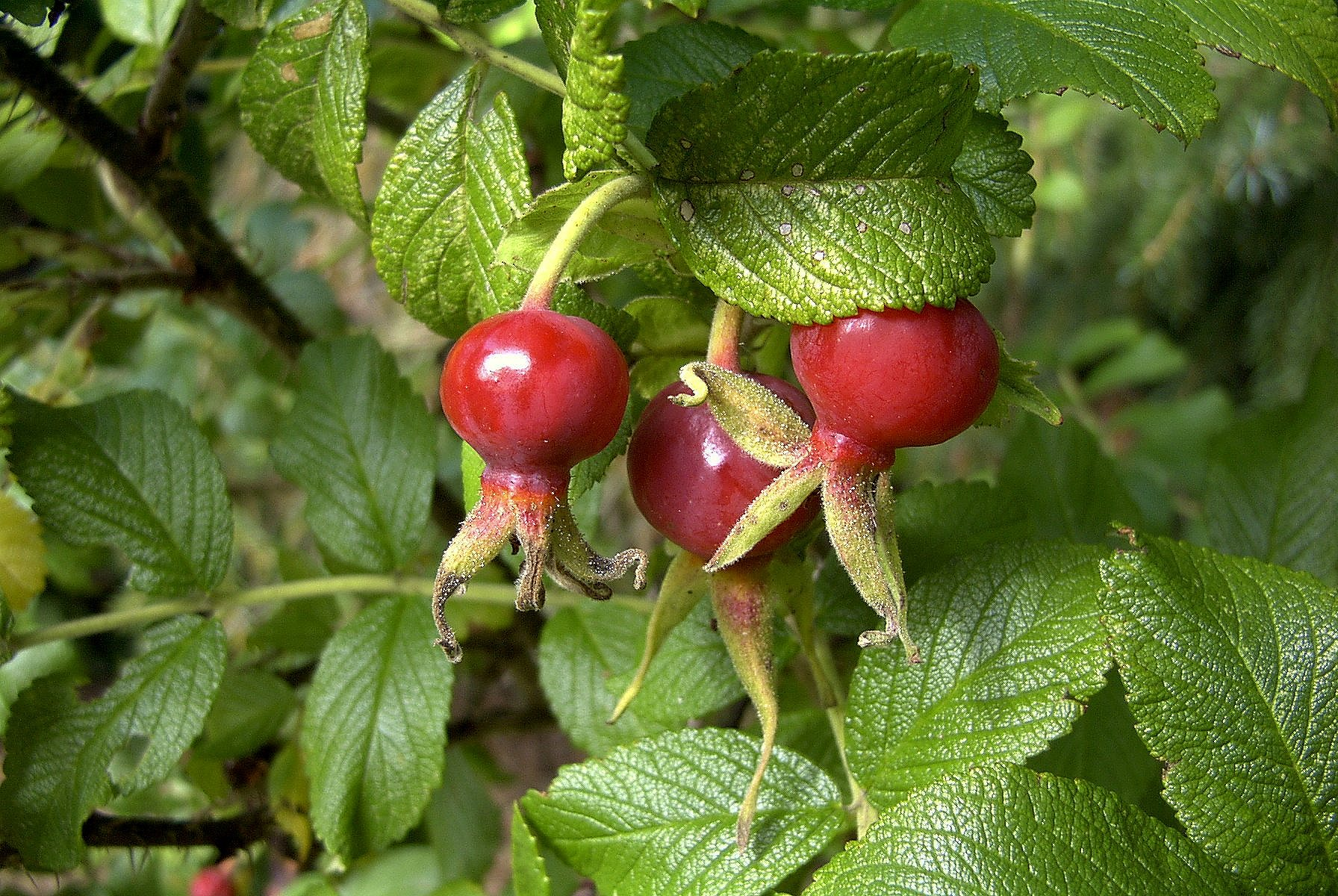
Escaramujo de rosal silvestre (Rosa canina)

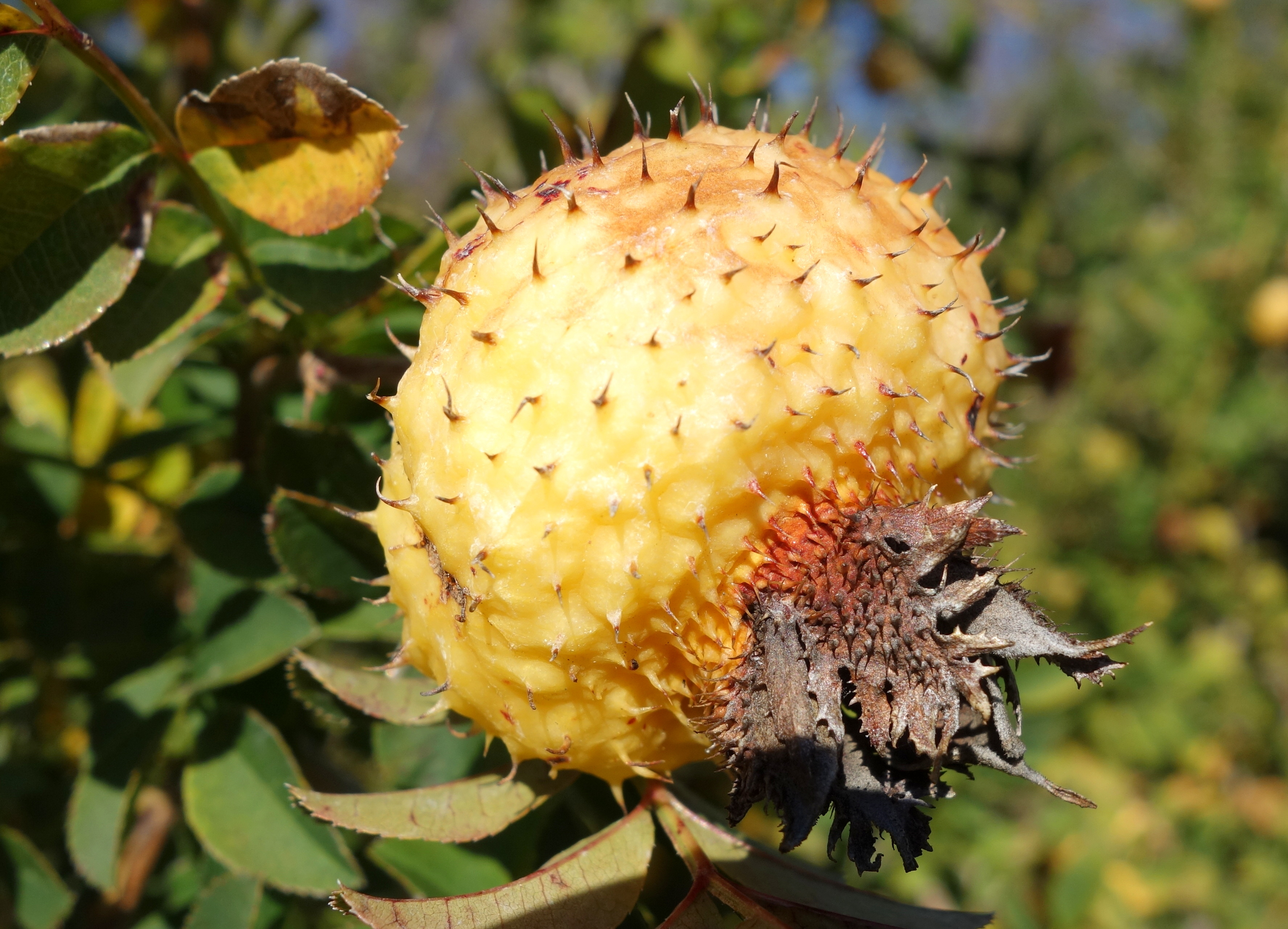
Escaramujo de rosa castaña (Rosa roxburghii)

El escaramujo o a veces también llamado en España tapaculo o en Aragón gabardera, es el fruto pomáceo de los arbustos del género Rosa, tales como la rosa mosqueta (Rosa eglanteria) y el rosal silvestre (Rosa canina) o el rosal castaña (Rosa roxburghii). 
Esta fruta silvestre en numerosas especies suele ser de color rojo anaranjado, pero en algunas especies puede también variar desde un amarillo, hasta el morado oscuro y el negro. Es un ejemplo típico de cinorrodón.

## Características
Especies productoras de escaramujos tales como la rosa mosqueta (Rosa eglanteria), el rosal silvestre (Rosa canina), la rosa japonesa (Rosa rugosa) y la rosa castaña (Rosa roxburghii), entre otras, suelen ser utilizadas con fines comestibles. 

## Usos

### Uso culinario
El escaramujo puede ser comestible en crudo, tras quitar las semillas pilosas del endocarpio, resultando en fresco una excelente fuente de vitamina C; sin embargo el consumo más común y frecuente es en diversas preparaciones, siendo apto para la confección de mermeladas, confituras y jaleas. También es un ingrediente corriente en tisanas, muchas veces mezclado con hibisco u otras hierbas. En Suecia se hace sopa de esta fruta, y en China se utiliza  la rosa castaña (Rosa roxburghii), para preparar jugos del escaramujo de esta especie.

### Uso en la industria de cosméticos (aceite)
Igualmente de las semillas del escaramujo se puede extraer un aceite apreciado en perfumería y la industria cosmetiquera.

### Usos curativos
- Tiene un alto contenido en Vitamina C: entre 1700-2000 mg por cada 100 g de producto seco, lo que lo convierte en una de las fuentes vegetales más ricas de esta vitamina.
- Contiene vitaminas A, D y E, y flavonoides antioxidantes.
- Como remedio natural, se le atribuye la capacidad de prevenir infecciones de la vejiga, y se dice que ayuda en casos de mareo y migraña. Son conocidas también sus propiedades antidiarreicas, por las que en España tiene la denominación vulgar de 'tapaculo'.
- Su alto contenido en taninos hace que cause estreñimiento.
- Su aceite, para uso externo, ayuda a restaurar la firmeza de la piel por sus propiedades nutritivas y astringentes de los tejidos.
- En Japón se cree que es muy bueno para la piel y se prepara en forma de infusión.
- Su mermelada se prepara marinando la pulpa con el caldo de la cocción de la nuez y triturándola posteriormente, antes de su mezcla con el azúcar. También es antiinflamatorio y cicatrizante.[cita requerida]

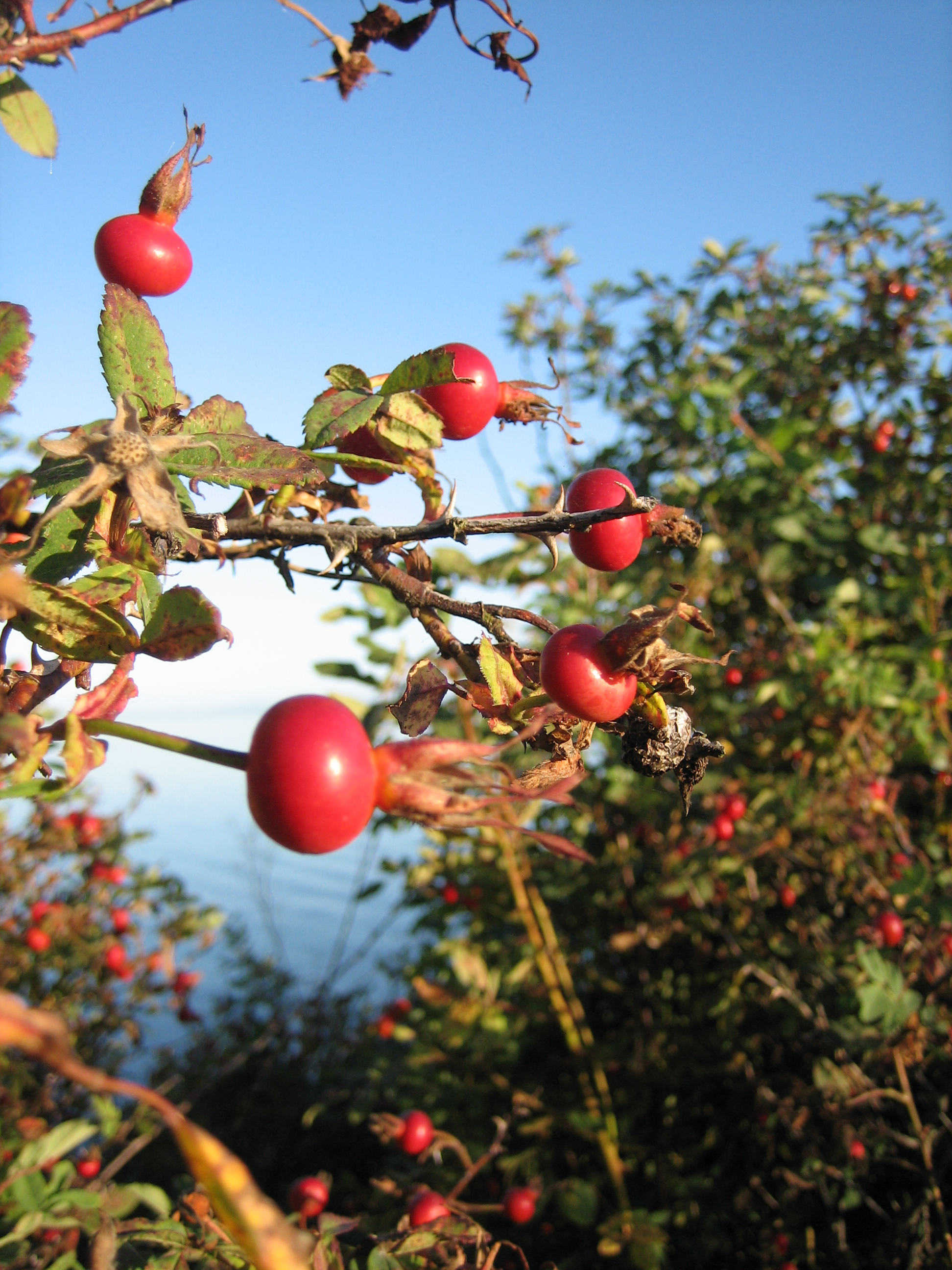
Escaramujos silvestres de una especie no identificada.

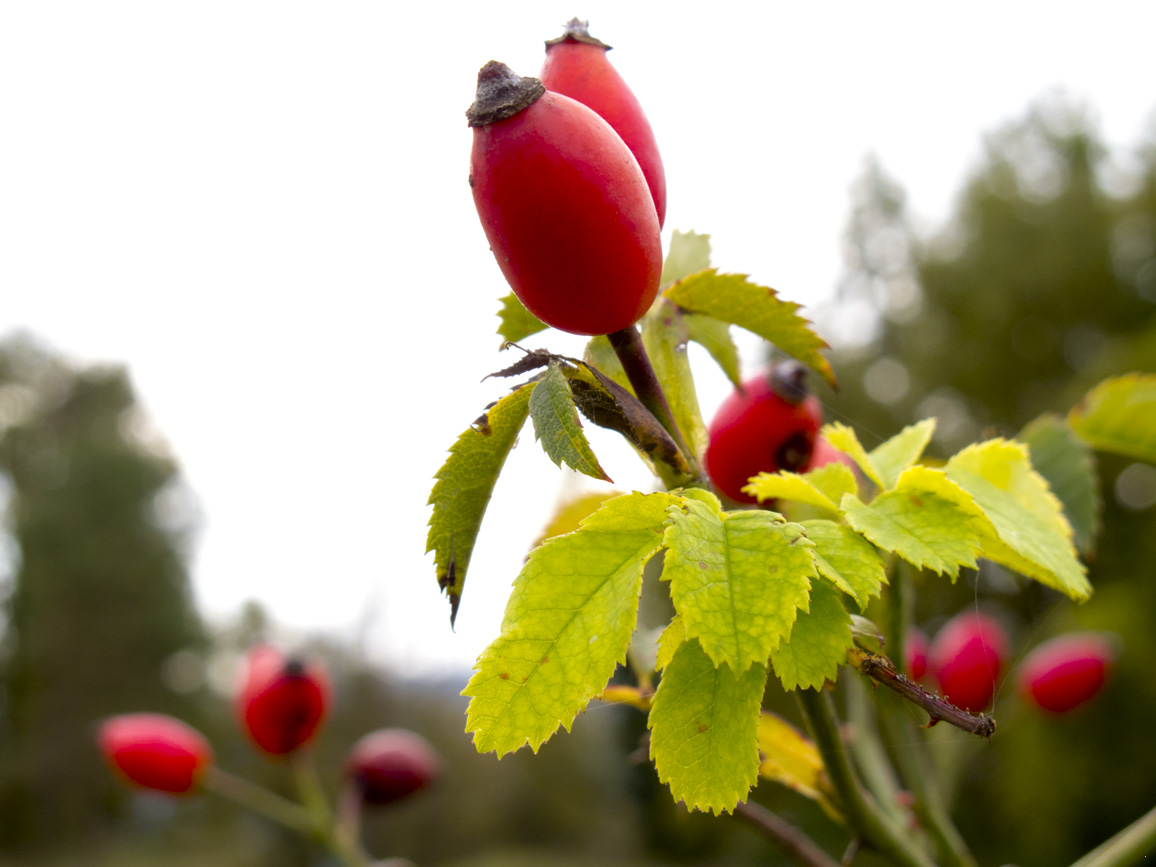
Escaramujo en San Baudilio de Llusanés, Barcelona, España.

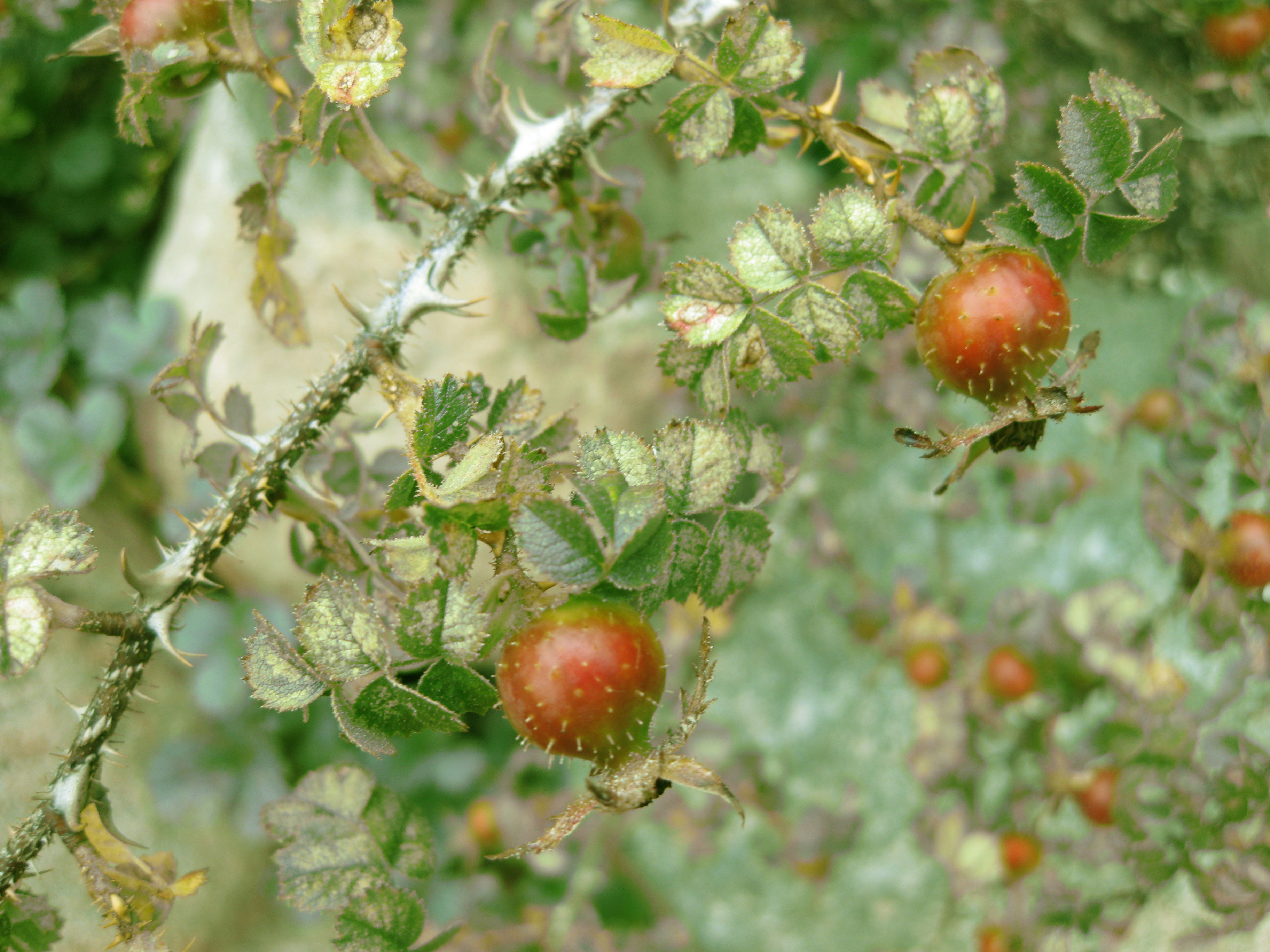
Rosa castaña (Rosa roxburghii) con escaramujos

#### Uso durante la Segunda Guerra Mundial
Durante la Segunda Guerra Mundial, los estudiosos británicos tenían asignada la tarea de recolectar escaramujos. Con estos frutos se fabricaba jarabe de escaramujo, una excelente fuente de vitamina C. De esta manera, se reemplazaban las importaciones de naranjas, interrumpidas por el bloqueo naval de los submarinos alemanes.